# Brunner & Brunner
Brunner & Brunner was een Oostenrijks duo bestaande uit de broers Karl 'Charly' Brunner (Graz, 28 februari 1955) en Johann Brunner (Tamsweg, 19 maart 1958).

## Jeugd
Karl en Johann Brunner wonen in Murau in de Steiermark, waar ze ook zijn opgegroeid. Hun grootvader was de verzetsstrijder Karl Brunner.

## Carrière
Beide broers startten hun muzikale carrière als lid van de vijfkoppige formatie Happy, wiens debuutalbum Tausend Träume verscheen in 1985. Van 1987 tot 1990 waren ze onder de naam Happy alleen nog als duo onderweg en publiceerden twee verdere albums en diverse singles. De voor de band verantwoordelijke A&R-manager van hun platenlabel wijzigde bij de publicatie van hun single Weil dein Herz dich verrät de bandnaam eigenmachtig in Brunner & Brunner, waarmee ze in het begin niet blij waren. Met de albums Darum lieb ich dich (1993) en Im Namen der Liebe (1994) lukte de broers de sprong in de top 20 van de Duitse albumhitlijst.
De broers waren samen ook als componisten succesvol voor andere artiesten. In 1991 wonnen ze met het door het Alpentrio Tirol vertolkte nummer Hast a bisserl Zeit für mi de Grand Prix der Volksmusik. In 1994 componeerden ze voor Petra Frey de Oostenrijkse Eurovisiebijdrage Für den Frieden der Welt. In 1996 wisselden ze van platenlabel van Koch Music naar Ariola, deel van de Bertelsmann-dochter BMG Music Publishing. In het werkstadium bij Ariola begon de commercieel succesvolste periode van het duo. Het in 1996 gepubliceerde album Leben belandde op de 1e plaats in de Oostenrijkse albumhitlijst. Het nummer Wir sind alle über 40 (2001) is tot heden hun bekendste nummer.
In maart 2007 werden de broers onderscheiden met de Goldene Schallplatte voor het album Ich liebe Dich, dat tegelijkertijd het afscheid betekende bij het label Ariola. Na de wissel naar het bij Universal Music Group ondergebrachte label Electrola volgde in maart 2009 de publicatie van het 15e en tot dato laatste studioalbum In den Himmel und zurück. In het programma Musikantenstadl van september 2009 werd de nieuwe songtitel Schokolade voorgesteld en de beëindiging van de carrière van Brunner & Brunner met ingang van begin 2010 bekend gemaakt. In het kader van een omvangrijke afscheidstournee beëindigden de broers hun gemeenschappelijke muzikale activiteiten.
In november 2011 publiceerde Charly Brunner bij Ariola als download zijn eerste solosingle Was immer du tust. In maart 2012 volgde het album Ich glaub an die Liebe. Sinds 2013 vormde hij samen met Simone Stelzer een succesvol duo. Hun gezamenlijk album Das kleine große Leben bereikte een 4e plaats in de Oostenrijkse hitlijst. Daarvoor werden ze onderscheiden met een Amadeus Award in de categorie Schlager. In maart 2015 publiceerde Jogl Brunner zijn eerste album Lebenslust bij Electrola en startte aldus een solocarrière na vier jaar afwezigheid. De eerste single uit het album heet Du bist wie ein Stern aus dem Himmel gefallen.

## Onderscheidingen
- Echo 2003 groep populaire muziek
- Amadeus-Austrian-Music-Award-onderscheiding 2000 groep populaire schlager
- Amadeus-Austrian-Music-Award-nominaties 2002 & 2004 schlageralbum van het jaar
- Goldene Stimmgabel 1993, 1994, 1995, 1996, 1998, 1999, 2000, 2001, 2002, 2004

## Discografie

### Singles
- 1985: Santa Lucia
- 1985: Am Strand von San Fernand
- 1986: Mia bella Maria
- 1987: Heut' nacht war die Nacht
- 1987: Holiday in San José
- 1988: So oder so
- 1989: Verbotene Träume der Nacht
- 1989: Du bist der Tag in meiner Nacht
- 1990: Baby Blue
- 1991: Weil Dein Herz Dich verrät
- 1991: Wenn Du einsam bist
- 1992: Sehnsucht in mir
- 1992: Du bist alles auf dieser Welt
- 1992: Eis im Vulkan
- 1993: Bis in alle Ewigkeit
- 1993: Schenk mir diese eine Nacht
- 1994: Shananana (lass uns leben)
- 1994: Darum lieb’ ich Dich
- 1994: Immer wieder, immer mehr
- 1995: Im Namen der Liebe
- 1995: Sag doch …
- 1995: Bis in alle Ewigkeit (Remix '95)
- 1996: Du und ich
- 1996: Du bist Leben für mich
- 1996: Wie der Wind wehst Du mir ins Gesicht
- 1996: Liebe lacht, Liebe weint
- 1997: Weil wir uns lieben
- 1997: In Dir nur Liebe spür'n
- 1998: Es haut mich um, wenn Du lachst
- 1998: Wenn Du mich in die Arme nimmst
- 1999: Weil ich Dich immer noch lieb
- 1999: Tu mir nicht weh
- 1999: Irgendwo und irgendwann
- 1999: Sterne in Deinen Augen
- 2000: Ti amo
- 2001: Wir sind alle über 40
- 2003: Auch Männer sind Menschen
- 2004: Julie
- 2004: Prosecco für alle
- 2006: Ich liebe Dich
- 2006: Es war die Nacht der 1000 Träume
- 2006: Du bist die Frau, die ich will
- 2007: Wir sind ein Feuerwerk
- 2009: Beiss dich durch
- 2009: Alle wollen immer nur das Eine
- 2009: Niemand liebt dich mehr als ich
- 2009: Schokolade
- 2010: Ich werde niemals aufhör'n dich zu lieben

### Studioalbums
- 1985: Tausend Träume
- 1987: Frei wie der Wind
- 1989: Verbotene Träume der Nacht
- 1991: Sehnsucht in mir
- 1992: Eis im Vulkan
- 1993: Darum lieb' ich Dich
- 1994: Weil Dein Herz Dich verrät
- 1994: Im Namen der Liebe
- 1996: Leben
- 1996: Wenn du einsam bist
- 1997: Ich schenke Dir Liebe
- 1998: Wegen Dir
- 1999: Sonnenlicht
- 2001: Mitten im Meer
- 2003: Männer, Frauen, Leidenschaft
- 2006: Ich liebe Dich
- 2009: In den Himmel und zurück

### Livealbums
- 1998: Live – Das Konzert (cd)
- 2003: Die Goldtour – Live (cd)
- 2007: Wir sind ein Feuerwerk (cd)
- 2010: Live – Die große Abschiedstournee (cd)

### Videoalbums
- 2003: Die Goldtour – Live 2002 (vhs en dvd)
- 2004: Männer, Frauen, Leidenschaft (dvd)
- 2007: Wir sind ein Feuerwerk (dvd)
- 2010: Live – Die große Abschiedstour (dvd)

### Compilaties
- 1995: Bis in alle Ewigkeit
- 2000: Ti amo - Das Beste von 1996-2000
- 2005: Unsere grosse Zeit
- 2010: Best of the Best
- 2014: Schenk mir diese eine Nacht (3 cd's)